# Frančina Huť
Frančina Huť (německy Franzelhütte) je zaniklá vesnice na území města Bělá nad Radbuzou, v katastrálním území Železná u Smolova v okrese Domažlice. Stála v lesích asi tři kilometry jižně od Železné, pod kterou dříve administrativně spadala.

## Historie
První písemná zmínka o vesnici pochází z roku 1784, kdy byla na místě staré zpustlé sklárny vybudována nová sklárna s pecí a pěti pánvemi. Přesný rok založení staré sklárny není znám. Na mapě josefského mapování z let 1764–1768 je uváděna pod názvem Alt Zahn Hütte, názvu odvozeném dle zakladatele Eliáše Zahna. V roce 1791 dochází ke změně názvu osady na Franzelhütte, po majitelce panství Újezd Svatého Kříže Františce Cukrové z Tamfeldu. Huť však v roce 1797 zanikla, ale na místě sklárny zůstala zachována malá osada. Domy byly postaveny nahodile a osada neměla žádnou náves. Vesnici postihl po konci druhé světové války odsun německého obyvatelstva a následně v padesátých letech dvacátého století při vytvoření hraničního pásma byla zcela srovnána se zemí. Z vlastní vsi se dochovaly jen pozůstatky základů původních domů.
Od roku 1995 je na území zaniklé osady provozován skautský stanový tábor.

## Obyvatelstvo
V roce 1839 zde stálo 14 domů se 143 obyvateli.
Při sčítání lidu v roce 1921 zde žilo 172 obyvatel, z toho 168 německé národnosti a čtyři cizozemci. K římskokatolické církvi se hlásilo všech 172 obyvatel.
| Rok            | 1869 | 1880 | 1890 | 1900 | 1910 | 1921 | 1930 | 1950 | 1961 | 1970 | 1980 | 1991 | 2001 | 2011 |
| -------------- | ---- | ---- | ---- | ---- | ---- | ---- | ---- | ---- | ---- | ---- | ---- | ---- | ---- | ---- |
| Počet obyvatel | 154  | 174  | 215  | 192  | 164  | 172  | 157  | —    | —    | —    | —    | —    | —    | —    |
| Počet domů     | 12   | 16   | 18   | 18   | 19   | 21   | 23   | —    | —    | —    | —    | —    | —    | —    |

## Dostupnost
Přes území zaniklé osady prochází červeně značená turistická trasa z Železné do zaniklé vesnice Pleš.